# Éric Serra
Ne doit pas être confondu avec Éric Serra-Tosio.
 (octobre 2015).
Si vous disposez d'ouvrages ou d'articles de référence ou si vous connaissez des sites web de qualité traitant du thème abordé ici, merci de compléter l'article en donnant les références utiles à sa vérifiabilité et en les liant à la section « Notes et références ».
Éric Serra est un bassiste et compositeur français, né le 9 septembre 1959 à Saint-Mandé. Il est le compositeur attitré de la musique des films de Luc Besson depuis le début des années 1980.
Nommé six fois aux César entre 1986 et 2000, Éric Serra obtient le César de la meilleure musique de film pour Le Grand Bleu en 1989.

## Biographie

### Les premières années
Il naît le 9 septembre 1959 à Saint-Mandé, près de Paris. Il est le fils de Claude Serra, poète et chansonnier, qui prend le nom de scène de Claude Cérat. Sa mère décède lorsqu'il a sept ans. Son père l'élève en lui enseignant, entre autres, la musique.
À cinq ans, Éric apprend à jouer de la guitare acoustique et à onze ans, son père lui offre une guitare électrique. Plus tard, il apprend également à jouer de la batterie, de la basse, du synthétiseur et du piano.
En tant que guitariste autodidacte, il s'inspire fortement de Ritchie Blackmore, Alvin Lee, Jeff Beck et John McLaughlin. Il imite également ses bassistes préférés en essayant de reprendre les exploits de Stanley Clarke et Jaco Pastorius.
À l'âge de quinze ans, il forme son premier quatuor nommé FLEP qui reprenait les répertoires de Deep Purple, Led Zeppelin, Jeff Beck et Return To Forever.
Sa carrière professionnelle commence tôt. À dix-sept ans, il tourne avec le chanteur français Michel Murty. Il participe également à des sessions de studio avec Mory Kanté et Didier Lockwood, entre autres.
En 1979, Serra travaille sur un album de Pierre Jolivet lorsqu'il fait la rencontre du jeune cinéaste Luc Besson. À l'époque, Jolivet et Besson travaillent ensemble sur quelques projets de court métrage. Besson est particulièrement impressionné par le talent musical de Serra et lui demande de composer la musique de son court métrage L'Avant-dernier, puis de son premier long métrage Le Dernier Combat.

### Les années 1980
En 1981, Éric Serra rencontre le chanteur Jacques Higelin, qui l'invite immédiatement à jouer dans son spectacle le lendemain soir devant plus de 170 000 personnes à la place de la République de Paris. Serra composera au cours des années qui suivirent certaines chansons de Jacques Higelin telles que Coup de lune, Manque de classe et Slim Black Boogie. Pendant ce temps, il travaille à la bande originale du film Subway, de Luc Besson, et continue sa collaboration avec Jacques Higelin jusqu'en 1988. Le travail de Serra pour Subway est récompensé par la Victoire de la meilleure musique de film en 1985 et par une nomination aux Césars dans la même catégorie. La bande sonore originale est également certifiée double disque d'or en France. Il jouait d'ailleurs un petit rôle dans ce film, celui d'Enrico le bassiste, aux côtés de Jean Reno en batteur et du chanteur Arthur Simms en interprétant It's only Mystery, écrite par sa petite amie de l'époque Corine Marienneau, bassiste du groupe Téléphone. Il commence alors à travailler sur un projet qui deviendra le plus ambitieux de sa carrière : la bande sonore originale du film Le Grand Bleu, de Luc Besson. Il compose également les musiques du court métrage Ne quittez pas, de Sophie Schmit, du film Kamikaze, du réalisateur Didier Grousset, et celle de la télé-série La Nuit du flingueur en 1984, 1985 et 1986 respectivement.
Partout en Europe, et particulièrement en France, Le Grand Bleu obtient un très grand succès, qui se répercuta également à l'échelle planétaire. La bande originale fut acclamée par la critique de la même façon que le film de Luc Besson. Pour beaucoup, c'est l'œuvre la plus accomplie du duo Luc Besson/Éric Serra. À ce jour, cette bande originale s'est vendue à plus de trois millions de copies dans le monde, dont près de deux millions exclusivement  en France. Cette bande originale contient la première interprétation vocale d'Éric Serra, qu'il a composée avec Luc Besson, et dont le titre est My Lady Blue. La bande originale du Grand bleu fut récompensée d'une Victoire et d'un César de la meilleure musique de film en 1988, en plus d'avoir remporté le Grand Prix de la réalisation audio-visuelle de la SACEM la même année. L'album fut certifié or, platine et diamant dans plusieurs pays. En 1989, Éric Serra est nommé chevalier de l'ordre des Arts et des Lettres par le ministre français de la Culture.
Deux années après l'odyssée du Grand Bleu, Éric Serra fonde son propre studio d'enregistrement, qu'il baptise The X-Plorer, et sa propre compagnie de production et d'édition musicale, nommée The X-Plorians. Il y enregistrera toutes les musiques synthétiques de ses bandes originales et de ses albums.

### Les années 1990
Serra et Besson collaborent de nouveau avec Nikita en 1990 et Atlantis en 1991. La bande originale du documentaire Atlantis inclut deux nouvelles chansons d'Éric Serra dont une en duo avec la chanteuse française Vanessa Paradis, Time To Get You Lovin et Iguana Dance. Il compose aussi une partition symphonique, une première pour Serra, parsemée de plages synthétiques. Le travail de Luc Besson et d'Éric Serra continue d'être acclamé à travers le monde. Pour le film Nikita, le duo écrit une autre chanson à laquelle collaborera le chanteur québécois Michel Pagliaro, The Dark Side of Time. Serra travaillera plus tard en 1994 sur la bande originale du film Léon, toujours du réalisateur Luc Besson. Les bandes originales de Nikita, Atlantis et Léon se verront toutes décerner la Victoire de la meilleure musique de film au début des années 1990. La bande originale de Nikita aura également droit à un César dans la même catégorie. Pendant cette période, Serra travaille également à la production du premier album du chanteur sénégalais Doudou N'diaye Rose.
En 1995, il accepte de composer la bande originale du nouveau James Bond, GoldenEye. De nombreux fans de James Bond ne furent pas satisfaits de la bande originale et réclamèrent le retour au style de John Barry, compositeur de plusieurs musiques de la série. La contribution de Serra dans l'univers de James Bond nous fit tout de même découvrir une nouvelle interprétation vocale de sa part. Le résultat s'intitule The Experience of Love, et fut écrit en collaboration avec Rupert Hine, son producteur et ami, ainsi que la chanteuse israélienne Noa. L'année suivante, la compagnie Virgin Records offrait une compilation des meilleures pièces d'Éric Serra depuis le début de sa carrière de compositeur de musique de film. Cet album est connu sous différents noms : la Musique des films, Soundtracks, ou encore The Best of Éric Serra. Il contient quelques raretés provenant des bandes originales du Dernier Combat et de Kamikaze qui restent aujourd'hui des objets de collection rares et convoités.
En 1997, Éric Serra et Luc Besson présentent Le Cinquième Élément, un film de science-fiction mettant en vedette Bruce Willis et Milla Jovovich. Serra compose une musique de film à saveur futuriste et originale. Cette bande originale se vendra à plus de 750 000 copies dans le monde. Elle comprend Little Light of Love, l'une des chansons les plus accomplie d'Éric Serra, qui a atteint une grande maturité lyrique. Elle met en valeur le talent de la chanteuse israélienne Nourith. Cette chanson est également un prélude au premier album solo d'Éric Serra.
C'est au printemps 1998 que l'album RXRA est mis sur le marché en quatre différentes versions : française, anglaise, japonaise et espagnole. La version française contient trois pièces originales en anglais pour un total de neuf pistes. La version anglaise reprend toutes les pistes de la version française, en anglais cette fois, en plus d'offrir une chanson additionnelle, Drumming for You. Les versions japonaise et espagnole sont identiques à la version anglaise, à l'exception de la chanson Réveillez les somnambules qui est reprise dans les langues respectives. Elle devient ainsi Muyuu Byoo Shao Okose en japonais et Despertad los somnambulos en espagnol. Cet album fut très apprécié des fans de Serra. Plus tard la même année, une édition spéciale dixième anniversaire de la bande originale du Grand Bleu est mise en vente dans un coffret plus élaboré que dans sa première version intégrale datant de 1988. En mars 1999, une seconde édition de La Musique des films paraît avec deux pistes supplémentaires tirées de la bande originale du Cinquième élément, il s'agit de Little Light of Love et de The Diva Dance.
En 1999, il est recruté par Disney pour assister le chanteur et réalisateur Phil Collins dans la réalisation des versions françaises des chansons du film d'animation Tarzan. En novembre de la même année, l'équipe de Luc Besson et Éric Serra revient avec un autre long métrage portant sur la vie de l'héroïne française Jeanne d'Arc. Pour Serra, il s'agit de sa première bande originale entièrement symphonique, à peu de chose près. Cette bande originale comprend My Heart Calling écrite en collaboration avec la chanteuse Noa, qui la chante. Pendant cette année, Éric Serra participe également au premier album solo de Nourith, celle qui avait fait les chœurs sur RXRA. La participation de Serra s'est traduite par une chanson ayant pour titre Ela. L'année suivante, Serra collabore à nouveau avec Luc Besson en composant la musique d'une série de publicité pour le compte du fournisseur d'accès Internet français Club Internet.

### Les années 2000
Puis, en 2001, conjointement avec Sébastien Cortella et Stéphane Brossollet, Éric Serra compose et produit la bande originale du premier film de Richard Berry en tant que réalisateur intitulé L'Art (délicat) de la séduction. Le chanteur français Sacha[Qui ?] prête sa voix à une chanson de la bande originale. Serra contribue également à la réalisation de la chanson Pauvres diables de Johnny Hallyday pour la bande originale du film 15 août de Patrick Alessandrin. Il produit aussi un album pour Benjamin Sportès en plus de composer la musique du court métrage Gun! de Stéphane Guénin.
Entre 2002 et 2005, Éric Serra reste toujours très occupé à différents projets collectifs dont quelques bandes originales pour les films Wasabi (avec Julien Schultheis) de Gérard Krawczyk, Rollerball (avec Nicolas Fiszman) de John McTiernan, Décalage horaire de Danièle Thompson et Bulletproof Monk (avec Stéphane Brossollet et Nicolas Fiszman) de Paul Hunter. Il produit et compose pour quelques groupes émergents tels que Harry Morse Project avec Love Bombing et Wild pour l'album intitulé Time.
Les années 2005 et 2006 seront bien remplies pour Éric Serra. Déjà Chevalier, il est élevé en 2005, au rang d'Officier de l'Ordre des arts et des lettres en France. Puis en partenariat avec Recall Group, il fonde une nouvelle étiquette musicale dédiée entièrement à la musique de film nommé Recall Music For Films. Ensuite, il travaille à la composition de deux nouvelles bandes originales pour les films Bandidas de Joachim Roenning et Espen Sandberg et Arthur et les Minimoys, pour laquelle il remporte la Victoire de la meilleure musique de film, qui marque le retour de sa coopération avec Luc Besson après une interruption de 7 ans.
Serra trouve quand même le temps de donner des concerts de jazz avec son RXRA Group dans des bars européens et clore sa tournée au Festival international musique et cinéma d'Auxerre en 2005 et de produire un album pour Clémentine Célarié et ses fils ayant pour titre Family Groove en 2006.
Après s'être accordé un repos bien mérité au début 2007, Éric Serra reprenait la route des bars européens avec son groupe de jazz dont la tournée se termina par un concert à L'Olympia de Paris accompagné d'un orchestre symphonique de 60 musiciens.
En 2008, Éric Serra s'exile pendant 8 mois à Las Vegas afin de composer la musique du spectacle Believe du Cirque du Soleil mettant en vedette Criss Angel présenté à l'hôtel Luxor à partir d'octobre 2008. Cette musique est finalement distribuée en décembre 2010, vendue exclusivement à la boutique du Luxor et sur le site web du Cirque du Soleil.
Éric Serra participe en octobre 2009 à un collectif artistique chantant Beds Are Burning pour la campagne mondiale Tck Tck Tck Time for Climate Justice, initié par Kofi Annan en marge de la conférence de Copenhague sur les changements climatiques.

### Les années 2010
Entre 2009 et 2019, il fait à nouveau équipe avec son complice Luc Besson pour mettre en musique cinq films : Arthur et la Vengeance de Maltazard, Les Aventures extraordinaires d'Adèle Blanc-Sec, Arthur 3 : La Guerre des deux mondes, The Lady et Lucy. Pendant cette même période, il donne quelques dizaines de concerts principalement en Europe, mais également en Asie avec son RXRA Group. En 2013, pour les 25 ans du Grand Bleu, il remastérise la bande originale du film, ainsi que celle de Subway, qu'il accompagne de démos originales. L'année suivante, il réédite des versions remastérisées de Jeanne d'Arc, Nikita, Le Cinquième Élément et Léon.
En 2018, il joue sur scène la bande originale du Grand Bleu, lors d'un ciné-concert à l'occasion du trentième anniversaire de la sortie du film. Ce concert devait être joué à quelques reprises en 2019 avant de faire l'objet d'une tournée européenne de 20 dates en 2020, annulée en raison de la crise sanitaire. En 2019, il compose la musique du film Anna de Luc Besson et surprend par une collaboration avec sa fille Mitivaï au chant pour la chanson-thème du film intitulée I Am Criminal. Serra parvient finalement à compléter sa tournée du Grand Bleu en 2023.

## Vie privée
Éric Serra a fréquenté, au milieu des années 1980, Corine Marienneau, bassiste et chanteuse du groupe français Téléphone.
Il partage sa vie, depuis la fin des années 1990, avec le mannequin australien Jodi Luschwitz avec laquelle il a deux filles, Ashani et Mitivaï. Cette dernière interprète la chanson I am criminal de la bande originale du film Anna.
En 2022, il est atteint d'un cancer fulgurant diagnostiqué et soigné juste à temps.

## RXRA Group

### Membres actuels (mars 2024)
- Paul Cépède: guitares
- Thierry Eliez : claviers
- Jon Grandcamp: batterie
- Pierre Marcault : percussions
- Renan Richard-Kobel: saxophone
- Éric Serra : basse, chant et direction musicale

### Membres antérieurs
- Francis Arnaud: batterie
- Romain Berguin: claviers
- Julien Carton: claviers
- François Constantin : percussions et chant
- Sébastien Cortella: claviers
- François Delfin: guitares
- Thierry Farrugia : saxophone
- Nenad Gajin: guitares
- Jim Grandcamp : guitares
- Christophe Panzani : saxophone
- Émile Parisien : saxophone
- Loïc Pontieux: batterie et percussions
- David Salkin: batterie et percussions
- Damien Schmitt : batterie
- Stéphane Vera : batterie

## Discographie

### Bandes originales de film
La plupart de ses compositions ont été éditées (voir sa filmographie).
Plusieurs bandes originales ont connu des rééditions :
- 2013 : Le Grand Bleu, réédition de la musique du film de 1989 avec ajout de trois démos originales
- 2013 : Subway, réédition de la musique du film de 1985 avec ajout de trois démos originales
- 2014 : Jeanne d'Arc, réédition de la musique du film de 1999 accompagnée du vidéoclip de la chanson My Heart Calling de Noa
- 2014 : Nikita, réédition de la musique du film de 1988 accompagnée du vidéoclip de la chanson The Dark Side Of Time d'Éric Serra
- 2014 : Le Cinquième Élément, réédition de la musique du film de 1997 accompagnée d'un remix de la chanson The Diva Dance et du vidéoclip de la chanson Little Light Of Love d'Éric Serra
- 2014 : Léon, réédition de la musique du film de 1994 accompagnée du vidéoclip de la chanson Hey Little Angel d'Éric Serra
- 2015 : Le Dernier Combat, réédition de la musique du film de 1983 avec ajout de deux pièces réenregistrées
- 2015 : Kamikaze, réédition de la musique du film de 1986 avec ajout de trois démos originales
- 2015 : Le Grand Bleu, réédition de la version longue de la musique du film de 1988 avec ajout de trois démos originales
- 2015 : Atlantis, réédition de la musique du film de 1991 avec ajout de deux démos originales
- 2020 : Rééditions limitées sur vinyles couleurs dédicacés des bandes originales de Subway (1985), Le Grand Bleu (1988), Nikita (1990), Léon (1994) et Le Cinquième Élément (1997).

### Spectacle
- 2010 : Criss Angel: Believe, musique du spectacle de Criss Angel et du Cirque du Soleil

### Compilations
- 1996 : La Musique des films, compilation
- 1999 : La Musique des films, réédition de la compilation de 1996 avec ajout de pistes provenant du Cinquième élément
- 2005 : Big Score, nouvelle compilation
- 2015 : Best Of Eric Serra, compilation double album (46 titres remasterisés du Dernier Combat à Lucy)

### Album solo
- 1998 : RXRA, premier album pop rock

## Filmographie

### Comme compositeur
- 1981 : L'Avant-dernier (court-métrage) de Luc Besson (inédit sur support audio)
- 1983 : Le Dernier Combat de Luc Besson
- 1985 : Subway de Luc Besson
- 1986 : Kamikaze de Didier Grousset
- 1988 : Le Grand Bleu de Luc Besson
- 1990 : Nikita de Luc Besson
- 1991 : Atlantis (documentaire) de Luc Besson
- 1994 : Léon de Luc Besson
- 1995 : GoldenEye de Martin Campbell
- 1997 : Le Cinquième Élément de Luc Besson
- 1999 : Jeanne d'Arc de Luc Besson
- 2001 : L'Art (délicat) de la séduction de Richard Berry (en collaboration avec Sébastien Cortella et Stéphane Brossollet)
- 2001 : Wasabi de Gérard Krawczyk (en collaboration avec Julien Schultheis)
- 2002 : Décalage horaire de Danièle Thompson
- 2002 : Rollerball de John McTiernan
- 2003 : Le Gardien du manuscrit sacré (Bulletproof Monk) de Paul Hunter
- 2006 : Bandidas de Joachim Rønning et Espen Sandberg
- 2006 : Arthur et les Minimoys de Luc Besson
- 2009 : Arthur et la vengeance de Maltazard de Luc Besson
- 2010 : Les Aventures extraordinaires d'Adèle Blanc-Sec de Luc Besson
- 2010 : Arthur 3 : La Guerre des deux mondes de Luc Besson
- 2011 : The Lady de Luc Besson
- 2014 : Lucy de Luc Besson
- 2017 : Braqueurs d'élite (Renegades) de Steven Quale (inédit sur support audio)
- 2019 : Anna de Luc Besson
- 2023 : DogMan de Luc Besson
- 2024 : Le Salaire de la peur de Julien Leclercq

### Autres
- 1985 : Subway de Luc Besson : Enrico, le bassiste
- 2001 : 15 août de Patrick Alessandrin (producteur musical)